# 野間資持
野間 資持（のま すけもち）は、戦国時代から安土桃山時代にかけての武将。多田源氏の流れを汲む能瀬高頼の17代後裔にあたると伝えられる。摂津国野間城主。
野間氏は摂津能勢郡を本拠とした国人。
能勢三惣領の一つとされる野間氏は丸山城の能勢氏と行動を共にしていたと考えられており、『能勢物語』の記述などによると、資持は天正8年（1580年）に織田信長の配下であった塩川長満によって能勢頼道と共に川辺郡の山下城に誘殺されたという。
若江三人衆の一人であった野間長前は同族とされるが、詳細は不明である。